# Ekenäs centrumplan
Ekenäs centrumplan (schwedisch) oder Tammisaaren keskuskenttä (finnisch; Sponsorenname Ekenäs Sparbank Arena oder Tammisaaren Säästöpankki Areena) ist ein Sport- und Fußballstadion in der zweisprachigen Stadt Ekenäs in Finnland. Es ist die Heimstätte von Ekenäs IF und fasst 2500 Zuschauer.
Die ursprüngliche Kapazität betrug 1200 Zuschauer. Sie wurde im Jahr 2024 erhöht, nachdem mehr als 1 Mio. Euro in die Renovierung des Fußballstadions investiert worden waren, um die Bedingungen für den Spielbetrieb in der obersten finnischen Spielklasse Veikkausliiga zu erfüllen. Dafür wurde die lokale Bank Ekenäs Sparbank mit einem Fünfjahresvertrag als Stadionsponsor gewonnen.